# Seleção das Ilhas Virgens Americanas de Futebol Feminino
A Seleção das Ilhas Virgens Americanas de Futebol Feminino representa as Ilhas Virgens Americanas no futebol feminino internacional.